# Rhynchosia rojasii
Rhynchosia rojasii är en ärtväxtart som beskrevs av Emil Hassler. Rhynchosia rojasii ingår i släktet Rhynchosia och familjen ärtväxter. Inga underarter finns listade i Catalogue of Life.